# Idioma sorotáptico
El idioma sorotáptico o sorotapto (del griego σορός sorós 'urna funeraria' y θαπτός thaptós 'enterrado') es una lengua indoeuropea antigua presumiblemente hablada en la parte oriental de la península ibérica. 

## Terminología
El término sorotapto fue acuñado por Joan Coromines para referirse a la presunta lengua de los pueblos de los Campos de Urnas que ocupaban la península durante la Edad del Bronce. Está derivada de los términos griegos del griego σορός 'urna funeraria' y θαπτός 'enterramiento'. Según Corominas es un término más manejable que el habitual "indoeuropeo hispánico precelta". Por su cronología y características, esta lengua podría haber estado emperentada con el idioma protoindoeuropeo noroccidental.

## Ejemplos
Las evidencias de la lengua serían de tipo toponímico, que apuntan hacia a una lengua indoeuropea precéltica.
Corominas usó el concepto de sorotapto para explicar algunas palabras problemáticas presentes en las lenguas romances de la península ibérica. Este autor identificó la lengua con las tablillas de plomo datadas hacia el siglo II a. C., encontradas en Amélie-les-Bains sobre la frontera hispano-francesa. Estas inscripciones incluyen algunas palabras latinas además de palabras ni latinas, ni celtas que Corominas consideró estaban relacionadas con el indoeuropeo.
Algunos ejemplos de palabras derivadas del substrato sorotáptico son:
- Baranda
- Garbanzo
- Páramo